# Despoti d'Epiro

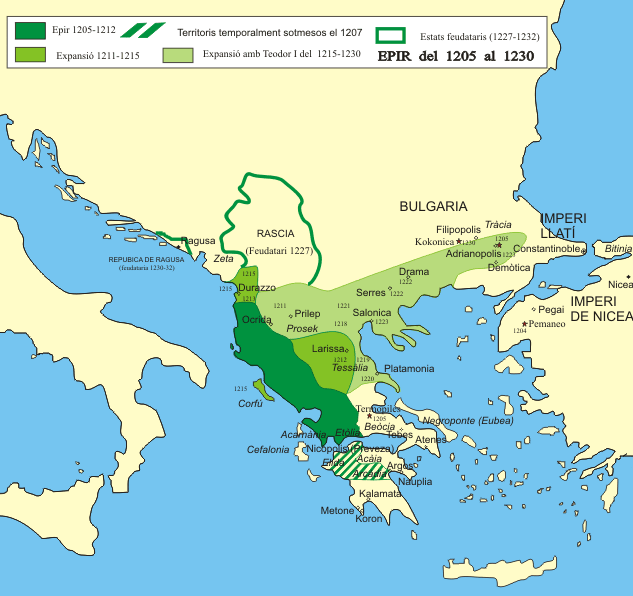
Il despotato d'Epiro dal 1205 fino al 1230.

I despoti d'Epiro vi furono dal 1204, fino al 1479.

## Storia
Il despotato d'Epiro ebbe inizio sotto il primo despota, Michele I Ducas, appartenente alla famiglia imperiale bizantina degli Angelo, quindi egli era cugino degli Imperatori Angelo e di Alessio V Ducas. Questo stato nacque dopo che i crociati, durante la quarta crociata, conquistarono Costantinopoli, qui si rifugiarono i bizantini fedeli che si trovavano nei Balcani e in Macedonia, adunandosi tra l'attuale Albania e Grecia, ossia sull'Epiro, con capitale Arta. Questo era uno dei tre stati bizantini fondati dopo la caduta di Costantinopoli, gli altri due stati erano: l'impero di Nicea, che si trovava in Asia Minore con capitale Nicea, al comando della famiglia Lascaris; l'altro stato era l'Impero di Trebisonda, che si trovava in Anatolia, con capitale Trebisonda, al comando della famiglia dei Comneni. Questi tre stati rivendicavano la corona imperiale bizantina, tentando in tutti i modi di riconquistare Costantinopoli, e di togliere più territori possibili ai crociati, dell'impero latino. Ma l'impero di Trebisonda era tagliato fuori da questa lotta, visto che non confinava coi latini, mentre tra gli epiriani e niceani fu lotta aperta. In un primo momento sembrava scontata la vittoria epiriota, visto che questi ultimi avevano riconquistato la seconda città più grande dell'impero bizantino, Tessalonica, sotto Teodoro Comneno Ducas, che nel 1227 si era nominato basileus dei romei.Egli riunì un enorme esercito, e si mise in marcia su Costantinopoli, riconquistando anche molti territori bizantini, a scapito dei bulgari. Tuttavia questi ultimi si riorganizzarono e sconfissero l'imponente esercito bizantino, nel 1230, e così distrussero il progetto di riconquista di Costantinopoli. Gli Angelo continuarono a rivendicare la dignità imperiale e le proprie pretese vennero attenuate solo con un'accurata politica matrimoniale dei nuovi imperatori Paleologi.Il despotato d'Epiro ricondotto a regno dipendente da Costantinopoli (1248) preservò la propria autonomia tra alterne vicende che videro i tentativi di conquista di svevi, angioini e paleologi. Nel 1318 i vassalli angioini Orsini interruppero, con l'assassinio, la dinastia Angelo in Epiro che tornò già nel 1340 con altro ramo. Seguì la conquista serba da parte dei Nemanjic che trasse vantaggio della guerra civile bizantina. Tuttavia il regno serbo si disgregò presto in vari domini e Epiro e Tessaglia passarono a Simeone Uroš. Questi venne successo dal figlio Giovanni che ritiratosi a vita monastica, nel 1371, lasciò il governo ai suoi parenti Angelo. Questo ramo della dinastia Angelo però governò realmente solo sulla Tessaglia in quanto l'Epiro risultava diviso, a seguito della disgregazione del regno serbo, in piccoli princpati, tra cui quello di Arta. Se la Tessaglia cadde sotto l'avanzata ottomana nel 1394, la regione epirota divisa ormai in varie entità feudali, riuscì ad evitarlo ancora per pochi anni. Infatti nel principato di Giannina (Epiro nord-orientale) i Buondelmonti spodestarono i serbi Preljubović, nel 1385, riuscendo a governare sotto giogo ottomano e poi veneziano fino al 1411. Da allora e fino alla sottomissione ottomana del 1448 il principato fù nelle mani dei Tocco. Mentre l'Epiro meridionale e nord-occidentale restò in mano ai principi albanesi. Tali entità  riuscirono a durare fino a metà '400 per il fatto che le conquiste ottomane si arrestarono a seguito del conflitto per la successione del sultanato. Similmente avvenne per Costantinopoli e il suo entroterra, in cui si era ritirata l'aristocrazia bizantina dei territori perduti, che cadde nel 1453.

## Despoti d'Epiro

### Dinastia Angelo (1204-1318;1337-1348)
1. Michele I Angelo (Comneno Ducas) (1204-1214)
2. Teodoro I Angelo (Comneno Ducas) (1214-1230), imperatore di Tessalonica dal 1227 fino al 1230
- Manuele Angelo (Comneno Ducas) (1230-1237), perde l'Epiro

3. Michele II Angelo (1230-1271), risiede a Tessalonica
4. Niceforo I Angelo (1271-1296)
5. Tommaso I Angelo (1296-1318)
6. Giovanni Angelo (1337-1348)

### Orsini di Cefalonia (1318-1337)
1. Nicola Orsini, conte di Cefalonia (1318-1323)
2. Giovanni Orsini (1323-1335)
3. Niceforo II Orsini (1335-1337), (parentesi 1356-1359)

### Dinastia Nemanjić (1348-1359)
1. Sovrani serbi Uroš IV e V (1348-1356)
2. Simeon Uroš (1359-1366), imperatore
Fine Epiro unito
a. principati albanesi (dal 1356 alla conquista ottomana)
b. Tommaso Preljubović (1367-1384), Giannina;
b.1. Maria Angelina Ducena Paleologa (1384-1385)

Buondelmonti -Giannina-(1385-1411)
1. Esaù de' Buondelmonti (1385-1411)
2. Giorgio de' Buondelmonti (1411)

Tocco di Cefalonia (1411-1430/1449)
1. Carlo I (1411-1429) e Leonardo I (1411 - 1415)
2. Carlo II (1429-1448), caduta di Ioannina nel 1430
3. Leonardo II (1448-1479), caduta di Arta nel 1449 (Angelocastro nel 1460)